# Rue Cannebière
La rue Cannebière est une voie située dans le 12e arrondissement de Paris, en France.

## Origine du nom
L'origine du nom n'est pas connue. 

## Historique
Cette rue est classée dans la voirie de Paris par décret du 6 décembre 1920.

## Bâtiments remarquables et lieux de mémoire
- La rue longe l’église du Saint-Esprit.
- No 1 : une des entrées de l’église.